# Basismarkt
Basismarkt was een Nederlandse supermarkt opgericht halverwege de jaren 70. De discounter werd opgericht als een onderdeel van Edah.  De filialen waren gevestigd in kleinere winkels en goedkope loodsen. Eind jaren 90 werd een nieuwe formule geïntroduceerd waarmee de logo werd veranderd en de filialen groter werden. Hierom werden al enkele Basismarkten gesloten en moesten enkele verhuizen. In het jaar 2000 kwam het samen met Edah in handen van Laurus en werd een concurrent voor Lidl en Aldi, die ook B-merken aanbieden maar dan voor een lagere prijs. In augustus van het zelfde jaar werd Basismarkt samen met de Spar en dierenzaak Pets Place te koop gezet. In september werd er voorgesteld om alle supermarkten van moederbedrijf Laurus N.V onder een formule te brengen om concurrentie aan te gaan met Albert Heijn en werd er gekozen tussen de ketens Konmar, Spar of Basismarkt. Begin 2001 introduceerde Laurus een nieuwe formule om alle supermarkten, zoals Edah, om te bouwen naar de nieuwe Konmar Formule. Volgens Laurus had de Basismarkt een slechte omzet en in november van 2001 werd bekendgemaakt dat tegen 1 april 2002 alle filialen zullen sluiten. Basismarkt telde 166 vestigingen, ruim 1700 medewerkers en behaalde over het jaar 2000 een omzet van € 338 miljoen. Het hoofdkantoor van de Basismarkt stond in Zaltbommel. De distributiecentra stonden in diezelfde plaats en in Hoogeveen.
61 filialen van Basismarkt werden eind 2001 verkocht. Een vijftigtal filialen werden gekocht door Lidl Nederland, 5 door Kruidvat en 6 door  Blokker. Een aantal Brabantse Basismarkten zouden worden overgenomen door Berger Holding B.V. uit Eindhoven, die plannen had om onder andere Basismarkten in Vught en Veghel om te bouwen in een Ideaal Supermarkt. Uiteindelijk werd deze deal door Berger afgeblazen. Berger voorzag geen goede samenwerking met de noodlijdende Laurus in het verschiet en achtte de voorwaarden waarop Berger de winkels zou moeten openen niet realistisch. Naar Laurus heeft Berger zich kritisch uitgelaten voor de incompetente structuur en toekomstverwachtingen van o.a. de Edah-winkels wat uiteindelijk tot sluiting zou leiden. Berger heeft ten slotte een aantal filialen zelfstandig gerealiseerd. Enkele andere filialen werden verkocht aan andere ketens, zo werd in Veendam een filiaal verkocht aan schoenen-mode keten Bristol. Slechts een paar winkels werden omgebouwd naar andere Laurus formules Edah, zoals o.a in Delfzijl, of Super de Boer. Later zijn deze formules ook uit straatbeeld verdwenen. Overige filialen werden niet verkocht en bleven permanent gesloten.